# Solidaridad I
El Solidaridad I fue el primero de la segunda generación de satélites de comunicaciones mexicanos puestos en órbita.
Construido y puesto en órbita bajo contrato dado por la Secretaría de Comunicaciones y Transportes; construido también por el Grupo de Espacio y Comunicaciones de Hughes Aircraft, fue lanzado el 20 de noviembre de 1993 a las 20:17:00 UTC desde un cohete Ariane 44 LP en el Puerto espacial de Kourou.
Formó parte de una serie de satélites de comunicaciones mexicanos denominados Satélites Solidaridad.
El satélite dejó de operar en el año 2000, antes de terminar su vida útil debido a una falla eléctrica en sus instrumentos de a bordo por lo que causó estragos en servicios diversos de telecomunicaciones en el país, servicios que serían transferidos al satélite Solidaridad II.

## Falla del satélite Solidaridad I
La vida útil del satélite Solidaridad I terminó el 29 de agosto de 2000, después de diversas fallas ocurridas durante 1999, poniendo en riesgo el uso futuro de las frecuencias y anchos de banda operativos que se tienen coordinados en la región.